# マレーシアの歴史
マレーシアの歴史（マレーシアのれきし）では、マレーシアの歴史について概説する。

## 先史
- 前5000 - 3000 東南アジア島嶼部でオーストロネシア語化が進行。
- 1世紀頃 航海術が発達し、アジアの海上交易が活発化する。

## 古代
- 4 - 5世紀 東南アジアのインド化が進展。
- 7世紀頃 マラッカ海峡経由ルートがアジアの海上交易の主要ルートになる。
- 670頃 スマトラ南部にシュリーヴィジャヤ王国が成立。

## 中世
- 13世紀 アラブ商人やインド商人と共にイスラム教が伝来し、仏教とヒンドゥー教の時代が終わった。
- 1400年 マラッカ王国成立。1408年 マラッカ王国の独立を当時の明が承認。

## 近世
- 15世紀、日本と交易関係があり、日本から銀、刀、漆器、屏風を、東南アジアの象牙、スズ、砂糖、鉄、を取引していた。歴代宝案には東南アジアの王国と琉球王国間の公式な船の行き来は、1424年から1630年の間で、全部で150回にのぼり、そのうち61回はシャム行きのもの、10回はマラッカ行のもの、10回はパタニ行きのもの、8回はジャワ行きのものだったという記録が残っている[1]。
- 1511年 ポルトガル、マラッカを占領
- 1542年 マラッカからポルトガルの鉄砲が日本に伝来した。(鉄砲伝来)
- 1549年 イエズス会のフランシスコ・ザビエルがマラッカを出発し、日本到着。
- 1641年 オランダ、マラッカを占領
- 1777年 隣国シャム (現在のタイ) のソンクラー国主に福建省漳州府海澄県出身の華僑・呉譲が就任。以後、ソンクラー国を拠点としてシャム軍がパタニ王国、クダ・スルタン国への侵略の動きを見せ始める。
- 1786年 シャムの攻撃を恐れたクダ・スルタン国は、非常時におけるイギリスによる兵力援助の約束と引き換えに、イギリス東インド会社にペナン島を賃貸した。イギリス東インド会社は、中国やインドからの移民増加政策を行った。
- 1791年5月1日 シャムが隣国のパタニ王国 (現在のタイ深南部三県) まで攻めて来たため、イギリスに派兵を要求したが断わられた。ここにクダ・スルタン国はフランシス・ライト（英語版）に5年間騙されていた事が発覚した。クダ・スルタン国は10,000人からなる大軍によるペナン島回復戦を計画したが、事前にフランシス・ライトに察知され、ペナンを取り返すどころか対岸の拠点セベラン・ペライを奪われてしまい、ペナンを正式にイギリスに明け渡した (ペナンの歴史)。

## 近代

### イギリスによる植民地統治時代
- 1795年 イギリス、マラッカを獲得。
- 1805年 トーマス・ラッフルズがペナンに派遣され、ペナンで積んだ経験が後のシンガポール建設の参考となった。
- 1819年 トーマス・ラッフルズがシンガポールの地政学上の重要性に着目、ジョホール王国の内紛に乗じてシンガポールを獲得した。
- 1821年 クダ・スルタン国はシャムに征服され、統治された。
- 1824年 イギリス・オランダ両国にて、マレー半島 (マラッカ海峡) を中心とする地区の勢力範囲を定めた英蘭協約を締結 イギリスはスマトラ島西海岸のベンクーレンとオランダのマラッカを交換し、ペナン・シンガポール・マラッカのマレー半島に英領植民地を得る。
- 1826年 イギリスとシャムがバーニー条約を締結し、イギリス領マラッカ海峡植民地成立
- 1836年 フランシス・ライトの息子でペナン出身のウィリアム・ライトが南オーストラリアのアデレード建設を開始
- 1840年 ジェームズ・ブレマー率いる英国極東艦隊が海峡植民地シンガポールから阿片戦争へ出撃。ジェームズ・ブルックがサラワクの反乱の鎮圧に協力
- 1841年 サラワク王国がブルネイ・スルタン国から独立
- 1842年 ジェームズ・ブルックがサラワク王国の国主となる
- 1855年 イギリスとシャムが通商貿易に関するボーリング条約 (不平等条約) を締結。
- 1874年 イギリス領マラヤ成立
- 1882年 阿片戦争で有名なランスロット・デントのデント商会のデント兄弟がイギリス北ボルネオ会社による北ボルネオ (スールー王国とブルネイ王国) の統治を開始
- 1888年7月 イギリス北ボルネオ会社により統治されるイギリス保護国北ボルネオが成立
- 1909年 英泰条約によってクダ・スルタン国はイギリスに移譲されイギリス領マラヤになる。Unfederated Malay States

### 日本軍軍政時代

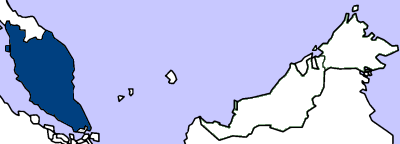
マラヤ連邦

- 1941年 日本軍がコタバル近郊に上陸 (マレー作戦)。太平洋戦争の開戦。
- 1942年 日本軍がマラヤ（日本占領時期のマラヤ）及び北ボルネオ（日本占領時期のイギリス領ボルネオ）全域を占領。クダ王国はシャムの占領下、その他の地域は日本軍の軍政下に入る。

## 現代

### マラヤ危機
- 1945年 太平洋戦争の終結に伴い、マラヤ・北ボルネオがイギリスの支配下に復帰。
- 1946年 イギリスがマラヤに有するクダ・シンガポール以外の植民地の集合体としてマラヤ連合が発足。北ボルネオのサラワク王国がイギリス領サラワクになる。
- 1948年マラヤ連合の再編とクダ王国の加入によってマラヤ連邦が発足。連邦発足直後からマラヤ危機が発生 (1948年 – 1960年)。
- 1957年 マラヤ連邦 (初代国王トゥアンク・アブドゥル・ラーマン、初代首相トゥンク・アブドゥル・ラーマン) が独立。

### 「マレーシア」の成立

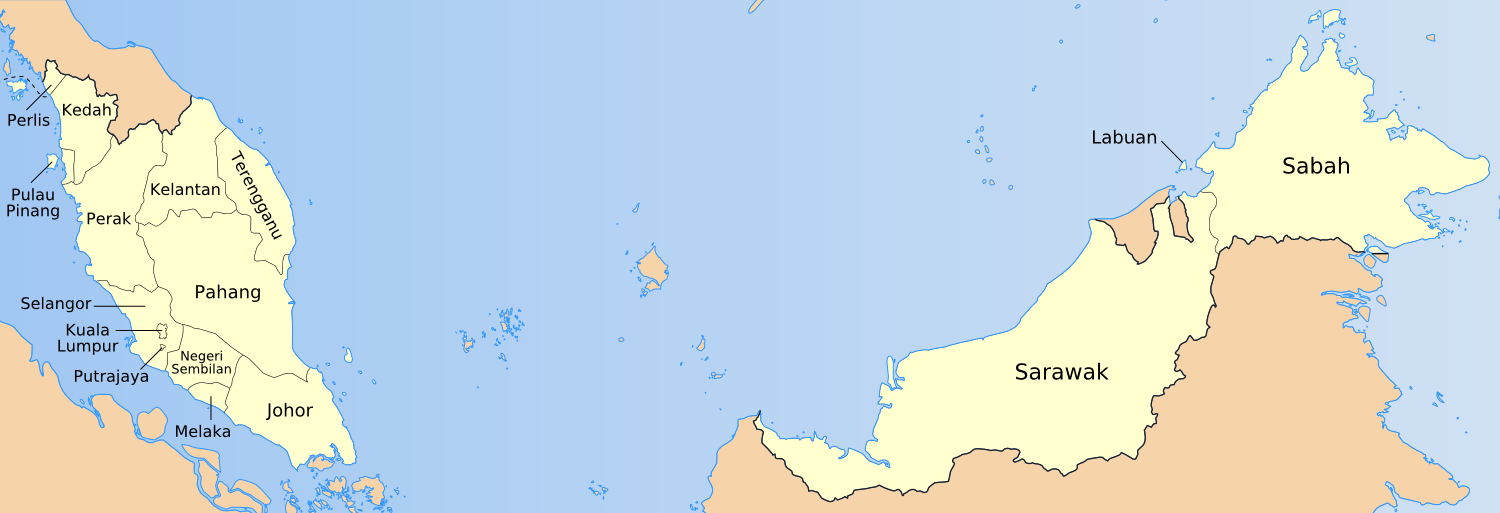
マレーシア

- 1962年 - 1966年 インドネシアとマレーシアの対立。
- 1963年 シンガポール、イギリス保護国北ボルネオ、イギリス領サラワクがマラヤ連邦と統合し、マレーシアが成立。
- 1965年 シンガポールがマレーシアから追放される形で分離独立。
- 1968年 - 1989年 共産主義者の反乱。
- 1969年 5月10日、1969年総選挙実施。5月13日、マレーシア史上最悪の民族衝突であるマレー人と中国人の間の衝突5月13日事件が起きる。
- 1970年 7月緊急条例発布。9月、ラーマン首相辞任。第2代首相にアブドゥル・ラザク就任。
- 1974年 クアラルンプールを連邦の首都に定める。
- 1981年 マハティール首相就任 ( - 2003年)

### マハティール・ビン・モハマド期 1981-2003

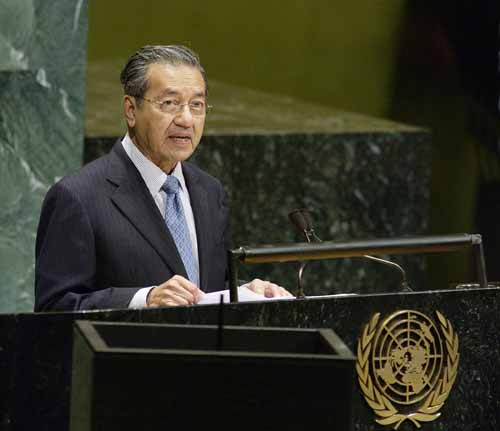
マハティール・ビン・モハマドは、1981年～2003年の前在任期間中、日本を手本に国の開発を進める「ルックイースト政策」を採用し、自国を「東南アジアの優等生」と呼ばれるまでに成長させた

マハティール・ビン・モハマドが1981年から2003年までの間、マレーシアの首相を務めた時期は国の歴史上重要な時代だった。彼は国内外で大きな影響力を持ち、国家の発展に重要な役割を果たした。
まず第一に、マハティール政権はマレーシアの経済発展を大きく推進した。産業政策や経済政策の改革を通じて、国内の経済成長を促進し、新たな産業の育成や外国からの直接投資の拡大を図った。これにより、マレーシアは急速な経済成長を遂げ、アジア太平洋地域での経済的な重要性を高めることに成功した。
第二に、マハティール政権は国内のインフラ整備にも力を入れた。道路や橋、空港、港湾などのインフラストラクチャーの整備や改善を通じて、国内の物流や交通の効率化を図り、経済活動の促進に貢献した。
さらに、マハティール政権は教育分野でも改革を推進した。教育制度の近代化や高等教育機関の整備、技術教育の充実などを通じて、国内の人材育成に注力し、人材の質の向上を図った。
このように、マハティール時代は、マレーシアの経済成長や社会変革に大きな影響を与えた時期であり、彼のリーダーシップの下で国が大きく前進した時代と言える。

### 東方政策
1981年、マハティールは日本や韓国の労働倫理、経済哲学や日本の成功の経験などを学ぶことによって、自国の社会経済の発展を目指す構想を提唱した。この構想は「東方政策（the Look East Policy）」と呼ばれ、1982年からマレーシア政府は日本への留学生及び研修生の派遣を開始。30年で約14,000人のマレーシア人が日本で学び、両国の人的交流及び相互理解が深まった。

### マハティール後の時代
- 2003年 アブドゥラ・ビン・アフマッド・バダウィ首相就任
- 2009年 アブドラ首相は、2008年3月の総選挙で国民戦線が3分の2議席を確保できなかったため、二期目の任期4年を残し首相を退任。4月にマレーシア与党連合・国民戦線の中核政党統一マレー国民組織(UMNO)のナジブが首相に就任した。
- 2013年2月11日、en:2013 Lahad Datu standoff。
- 2015年7月2日 国策投資会社1MDBからナジブ・ラザク首相の個人口座へおよそ7億ドルが振り込まれた公文書記録をウォール・ストリート・ジャーナルが報じた。下旬、会社幹部が逮捕者を出す一方、内務省は経済紙に発禁命令を出した。
- 2018年 2018年マレーシア総選挙